# Senior Expert Service
Die Senior Expert Service (SES) gGmbH ist eine deutsche Entsendeorganisation für ehrenamtliche Fach- und Führungskräfte im Ruhestand oder in einer beruflichen Auszeit (Weltdienst 30+).

## Träger, Förderer und Struktur
Träger des SES sind die Spitzenverbände der deutschen Wirtschaft, der Bundesverband der Deutschen Industrie (BDI), die Bundesvereinigung der Deutschen Arbeitgeberverbände (BDA), die Deutsche Industrie- und Handelskammer (DIHK) und der Zentralverband des Deutschen Handwerks (ZDH). Finanzielle Unterstützung erhält der SES insbesondere vom Bundesministerium für wirtschaftliche Zusammenarbeit und Entwicklung (BMZ) und dem Bundesministerium für Bildung, Familie, Senioren, Frauen und Jugend (BMBFSFJ).
Die SES-Zentrale hat ihren Sitz in Bonn. In Deutschland hat der SES derzeit 16 Vertretungen, weltweit wird er von ca. 200 Repräsentanten in 90 Ländern vertreten.

## Geschichte
Am 31. Januar 1983 wurde der Senor-Experten Service von der Deutschen Industrie- und Handelskammer (DIHK, 1983: DIHT) und mit finanzieller Unterstützung des Bundesministeriums für wirtschaftliche Zusammenarbeit und Entwicklung (BMZ) unter Mitarbeit des ehemaligen Botschafters und Leiters der Projekt-Abteilung Harald Heimsoeth ins Leben gerufen. 1985 gründeten die DIHK, der Bundesverband der Deutschen Industrie (BDI) und der Carl Duisberg Förderkreis e. V. die gemeinnützige SES GmbH, an der sich später noch der Zentralverband des Deutschen Handwerks (ZDH) und die Bundesvereinigung der Deutschen Arbeitgeberverbände (BDA) beteiligten. 2003 wurde die SES-Stiftung ins Leben gerufen. Die Stifter BDA, BDI, DIHK und ZDH übertrugen ihre Anteile an der SES GmbH auf die Stiftung. Seither ist die SES-Stiftung alleinige Gesellschafterin der SES gGmbH.
Im Jahr 2006 ist das SES-Schulprogramm angelaufen, 2008 die Initiative VerAplus zur Verbesserung von Ausbildungserfolgen. 2009 wurde der SES Preisträger des Wettbewerbs 365 Orte im Land der Ideen, 2012 Preisträger der Initiative Deutschland – Land des Langen Lebens und 2014 erhielt der SES den Otto Mühlschlegel Preis der Robert Bosch Stiftung. Im Januar 2017 wurde die SES-Juniorsparte Weltdienst 30+ ins Leben gerufen, 2021 wurde der SES ein Partner des Deutsch-Afrikanischen Jugendwerks (DAJW).
Seit Beginn des Jahres 2024 unterhält der SES mit den German Senior Experts (GSE) eine eigene kommerzielle Marke. Erträge, die die GSE erwirtschaften, stärken die ehrenamtliche Arbeit des SES. Im In- und Ausland bieten die GSE Unternehmen und Bildungseinrichtungen ihre Expertise an. Geschäftsfelder sind die Bereiche Global Mobility, Fachkräfteintegration, Consulting sowie Weiterbildung.
Seit August 2024 ist Marion Sodemann Geschäftsführerin der SES gGmbH.

## Arbeitsweise
Experten des SES unterstützen kleine und mittlere Unternehmen, öffentliche Verwaltungen, Kammern und Wirtschaftsverbände, soziale und medizinische Einrichtungen oder auch Institutionen der Grund- und Berufsbildung nach dem Prinzip der Hilfe zur Selbsthilfe. SES-Einsätze finden in Entwicklungs- und Schwellenländern, aber auch in Deutschland statt, wo sich seine Fachleute insbesondere für die Förderung junger Menschen in Schule und Ausbildung einsetzen.
Alle SES-Einsätze sind ehrenamtlich und folgen dem Prinzip der Hilfe zur Selbsthilfe. Ihr Ziel ist der Wissens- und Erfahrungstransfer zur Verbesserung der Zukunftsperspektiven anderer.
Beim SES sind rund 14.000 Experten registriert (Stand: 2025), die ihr Fachwissen ehrenamtlich zur Verfügung stellen. Seit 1983 hat der SES über 60.000 ehrenamtliche Experteneinsätze in mehr als 170 Ländern durchgeführt (Stand: 2024).